# Greta Jansson
Greta Elisabeth Jansson, född Läckström den 17 september 1894 i Åbo i landskapet Egentliga Finland, död den 22 augusti 1972 i Sjundeå i landskapet Nyland i Finland, var en finländsk författare och dramatiker. Hon  skrev sina verk på svenska.
Hon var dotter till Karl Magnus Läckström (1866–1911) och Aina Josefina Carlsdotter Läckström (1873–1948), och gift med Martin Sigvald Jansson (1890–1978).